# Домант (футбольний клуб)

Старий логотип клубу

Домант Футебул Клубе де Була Атумба або просто ФК Домант (порт. Domant Futebol Clube de Bula Atumba) — професійний ангольський футбольний клуб з міста Була Атумба (в провінції Бенго), який з 2016 року виступає в Гіра Анголі, другій за значенням футбольній лізі країни. Домашні матчі команда проводить на стадіоні «Ештадіу Муніципаль ду Данде» у Кашіто.

## Історія клубу
Клуб бере свої витоки на початку 1990-х років в іншому клубі під назвою «Дешпортіву да Відрул» який був організований скляним заводом «Vidrul». На той час команда, якою керував пан Домінгуш Антоніу, молода людина 20-ти років, зумів зберегти клуб і взяв участь в декількох місцевих змаганнях.
Клуб виник в кварталі Какуакуш у Великій Луанді з ініціативи покійного президента клубу Домінгуша Антоніу. ФК «Домант» було створено 23 травня 2005 року в місті Була Атумба. 6 грудня 2006 року, команда взяла участь в Кубку президента (еквівалент в Анголі чемпіонату 3-го дивізіону).

## Титули
- Гіра Ангола (Серія А)
  -  Чемпіон (1): 2014
  -  Срібний призер (2): 2010, 2012

- Кубок Засновника міста Уіге
  -  Володар (1): 2014

## Виступи команди в національних чемпіонатах
| 2010 ГА а | 2011 ГА а | 2012 ГА а | 2014 ГА а | 2015 ГБ |
|           |           |           | 1м        |         |
| 2         |           | 2         |           |         |
|           |           |           |           |         |
|           | 4         |           |           |         |
|           |           |           |           |         |
|           |           |           |           |         |
|           |           |           |           |         |
|           |           |           |           |         |
|           |           |           |           |         |
|           |           |           |           |         |
|           |           |           |           |         |

Примітка:1м = Вихід у Гіраболу, ГБ = Гірабола, ГА = Гіра Ангола 
   

## Відомі гравці
- Валду да Кошта

## Відомі тренери
| Мануель ді Карвалью Лоураш | (січень 2010)  | - | (листопад 2011) |
| Паулу да Круж Сараїва      | (січень 2012)  | - | (листопад 2012) |
| Луїш Куїнташ               | (січень 2014)  | - | (травень 2014)  |
| Паулу да Круж Сараїва      | (червень 2014) | - | (березень 2015) |
| Хуан Оліва                 | (квітень 2015) | - | (липень 2015)   |
| Мануель Олівейра Нгуамі    | (липень 2015)  | - |                 |